# ブラバム・BT26
レプコ・ブラバム・BT26 (Repco Brabham BT26) は、ブラバムが開発したフォーミュラ1カー。コスワースDFVに切り替えた後は2勝を挙げ、1969年シーズンのコンストラクターズランキング2位となった。

## コンセプト
ロン・トーラナックによって設計されたBT26は、彼のスペースフレーム構造をもったF1カーの最終作であり、そのような構造を持った最後のF1カーの1台であった。燃料タンクに関するレギュレーションの変更で、スペースフレーム構造は禁止された。トーラナックはスペースフレームとアルミニウムパネルを組み合わせてセミモノコックを作り、スペースフレームチューブのサイズを小さくしてシャシーを軽量化することができた。
BT24とBT26のその他の主な違いは、より強力なレプコ・860シリーズエンジンであったが、信頼性も低くなった。1968年シーズンに何度もリタイアに苦しめられたヨッヘン・リントは翌年チーム・ロータスに移籍した。1969年、レプコエンジンはコスワースDFVに置き換えられた。この改良型はBT26Aと命名された。

## レース戦績
1968年シーズンの完走はリントとブラバムのそれぞれ1つのみであった。1969年には改善が見られ、新加入のジャッキー・イクスは2勝を挙げランキング2位となった。ブラバム・フォードはフランク・ウィリアムズ・レーシングカーズのピアス・カレッジの助けも得てコンストラクターズランキング2位となった。
ブラバムは1970年に新型のBT33に切り替えたことで、BT26Aはプライベーターに放出された。その中でピーター・デ・クラークが南アフリカGPで最高位を記録した。1971年、BT26Aの最後のレースとなった南アフリカGPでジャッキー・プレトリウスは22周目にエンジントラブルでリタイアした。
ノンタイトル戦ではブラバムが1969年BRDCインターナショナルトロフィーで優勝し、イクスは1969年オウルトン・パークインターナショナルゴールドカップで優勝した。デクラークとプレトリアスは1970年と1971年に南アフリカのノンタイトル戦で3勝を挙げた。
1970年にデレック・ベルはDFVの2.5リッターバージョンであるコスワースDFWを搭載したBT26Aを使用してタスマンシリーズに参戦した。最高位はニュージーランドGPでの2位だったが、エンジントラブルのためシリーズ後半のオーストラリアでのレースはキャンセルを余儀なくされた。

## F1における全成績
(key) （斜体はファステストラップ）
| 年     | チーム                                   | エンジン           | タイヤ | ドライバー               | 1   | 2   | 3   | 4   | 5   | 6   | 7   | 8   | 9   | 10  | 11  | 12  | 13  | ポイント1 | 順位1 |
| ------ | ---------------------------------------- | ------------------ | ------ | ------------------------ | --- | --- | --- | --- | --- | --- | --- | --- | --- | --- | --- | --- | --- | --------- | ----- |
| 1968年 | ブラバム・レーシング・オーガニゼーション | レプコ・860 3.0 V8 | G      |                          | RSA | ESP | MON | BEL | NED | FRA | GBR | GER | ITA | CAN | USA | MEX |     | 102       | 8位   |
| 1968年 | ブラバム・レーシング・オーガニゼーション | レプコ・860 3.0 V8 | G      | ジャック・ブラバム       |     | DNS | Ret | Ret | Ret | Ret | Ret | 5   | Ret | Ret | Ret | Ret |     | 102       | 8位   |
| 1968年 | ブラバム・レーシング・オーガニゼーション | レプコ・860 3.0 V8 | G      | ヨッヘン・リント         |     |     |     | Ret | Ret | Ret | Ret | 3   | Ret | Ret | Ret | Ret |     | 102       | 8位   |
| 1968年 | ブラバム・レーシング・オーガニゼーション | レプコ・860 3.0 V8 | G      | ダン・ガーニー           |     |     |     |     | Ret |     |     |     |     |     |     |     |     | 102       | 8位   |
| 1969年 | ブラバム・レーシング・オーガニゼーション | コスワースDFV      | G      |                          | RSA | ESP | MON | NED | FRA | GBR | GER | ITA | CAN | USA | MEX |     |     | 49 (51)   | 2位   |
| 1969年 | ブラバム・レーシング・オーガニゼーション | コスワースDFV      | G      | ジャック・ブラバム       | Ret | Ret | Ret | 6   |     |     |     | Ret | 2   | 4   | 3   |     |     | 49 (51)   | 2位   |
| 1969年 | ブラバム・レーシング・オーガニゼーション | コスワースDFV      | G      | ジャッキー・イクス       | Ret | 6   | Ret | 5   | 3   | 2   | 1   | 10  | 1   | Ret | 2   |     |     | 49 (51)   | 2位   |
| 1969年 | フランク・ウィリアムズ・レーシングカーズ | コスワースDFV      | D      | ピアス・カレッジ         |     | Ret | 2   | Ret | Ret | 5   | Ret | 5   | Ret | 2   | 10  |     |     | 49 (51)   | 2位   |
| 1970年 | チーム・ガンストン                       | コスワースDFV      | G      |                          | RSA | ESP | MON | BEL | NED | FRA | GBR | GER | AUT | ITA | CAN | USA | MEX | 353       | 4位   |
| 1970年 | チーム・ガンストン                       | コスワースDFV      | G      | ピーター・デ・クラーク   | 11  |     |     |     |     |     |     |     |     |     |     |     |     | 353       | 4位   |
| 1970年 | トム・ホイートクロフト・レーシング       | コスワースDFV      | G      | デレック・ベル           |     |     |     | Ret |     |     |     |     |     |     |     |     |     | 353       | 4位   |
| 1970年 | ガス・ハッチソン                         | コスワースDFV      | G      | ガス・ハッチソン         |     |     |     |     |     |     |     |     |     |     |     | Ret |     | 353       | 4位   |
| 1971年 | チーム・ガンストン                       | コスワースDFV      | G      |                          | RSA | ESP | MON | NED | FRA | GBR | GER | AUT | ITA | CAN | USA |     |     | 53        | 9位   |
| 1971年 | チーム・ガンストン                       | コスワースDFV      | G      | ジャッキー・プレトリウス | 11  |     |     |     |     |     |     |     |     |     |     |     |     | 53        | 9位   |

1 各戦とも完走者上位6名に 9-6-4-3-2-1 ポイントが与えられたが、各チームの上位の車のみに与えられた。1968年は前半6戦の内ベスト5戦と後半6戦の内ベスト5戦、1969年と71年は前半6戦の内ベスト5戦と後半5戦の内ベスト4戦、1970年は前半7戦の内ベスト6戦と後半6戦の内ベスト5戦が有効ポイントとして計算された。

2 1968年はBT26の獲得ポイントは4ポイントのみであった。残りの6ポイントはBT20とBT24を使用して獲得された。

3 すべてのポイントはBT33を使用して1970年と1971年に獲得された。

## 参照
1. ↑  Brabham BT26 @ Ultimatecarpage